# São João do Pau-d'Alho
São João do Pau-d'Alho é um município brasileiro do estado de São Paulo. Sua população estimada em 2024 era de 2.288 habitantes.

## História
Quando Evaristo Cavalheri construiu sua casa à beira de um córrego, na frente de sua moradia havia duas grandes árvores, conhecidas como pau-d'alho, de onde provém parte do nome da cidade. São João Batista (o padroeiro) contribuiu também para esse nome.

### Formação territorial-administrativa
Histórico da formação do município:
- Distrito criado no município de Tupi Paulista pela Lei nº 2.456, de 30/12/1953.
- Município criado pela Lei nº 5.285, de 18/02/1959.

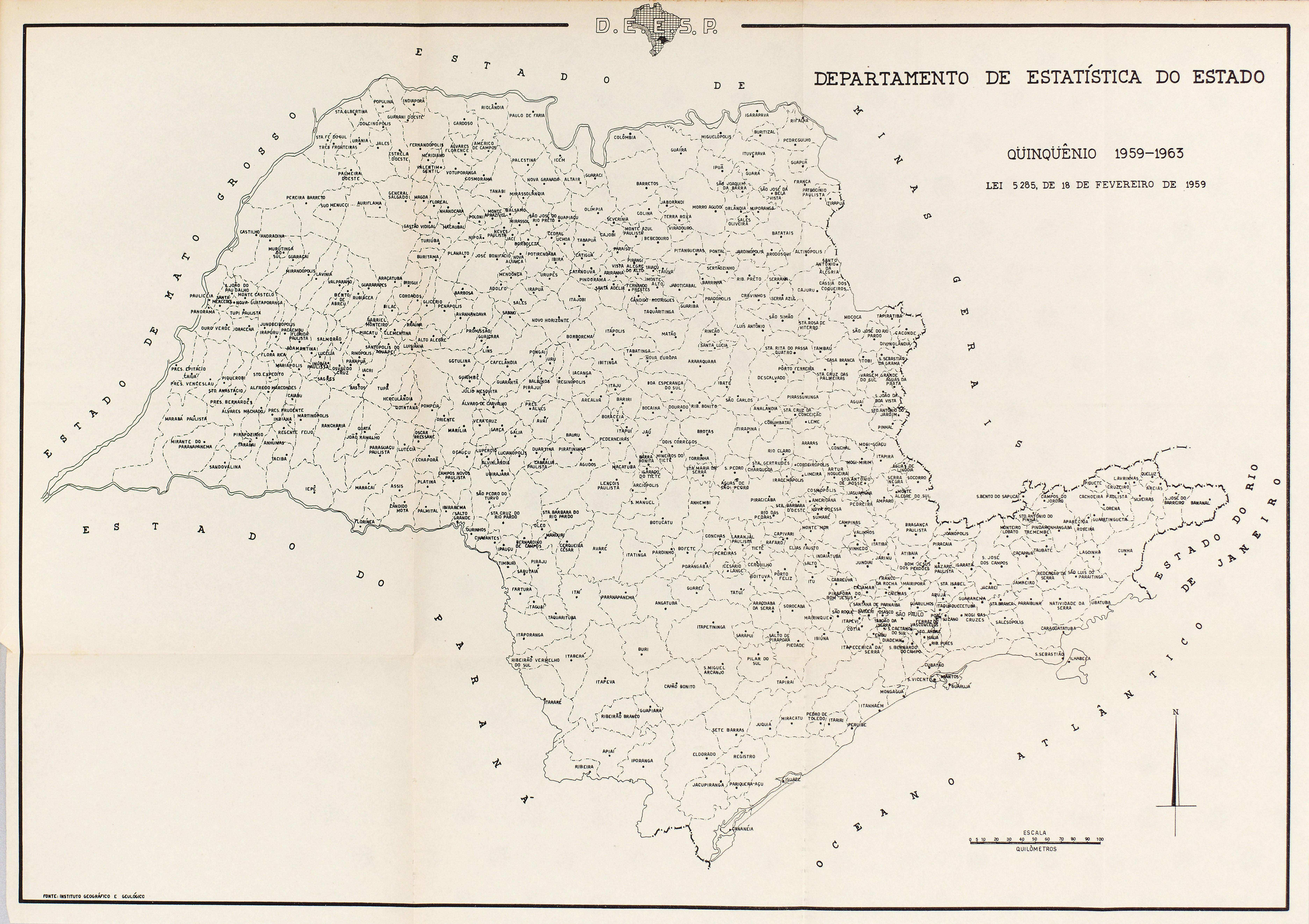
Mapa do estado de São Paulo (1959).

## Geografia
Localiza-se a uma latitude 21º16'05" sul e a uma longitude 51º39'57" oeste, estando a uma altitude de 354 metros. Possui uma área de 117,665 km².

### Hidrografia
- Rio Aguapeí

### Rodovias
- SP-294

## Demografia

### População
| Crescimento populacional                             | Crescimento populacional | Crescimento populacional | Crescimento populacional |
| Ano                                                  | População Total          |                          | %±                       |
| ---------------------------------------------------- | ------------------------ | ------------------------ | ------------------------ |
| 1960                                                 | 4 426                    |                          | —                        |
| 1970                                                 | 3 733                    |                          | −15,7%                   |
| 1980                                                 | 3 600                    |                          | −3,6%                    |
| 1991                                                 | 2 814                    |                          | −21,8%                   |
| 2000                                                 | 2 180                    |                          | −22,5%                   |
| 2010                                                 | 2 103                    |                          | −3,5%                    |
| 2022                                                 | 2 242                    |                          | 6,6%                     |
| Est. 2024                                            | 2 288                    | [ 7 ]                    | 2,1%                     |
| Fontes: Censos Demográficos IBGE e Estimativas SEADE |                          |                          |                          |

## Política e administração
- Prefeito: Fernando Barberino (2017/2020)
- Vice-prefeito: Idevalte Ungari (2017/2020)
- Presidente da câmara: Adécio Sebastião Lopes Barros (2017/2018)

## Economia
Sua renda provém da agricultura e pecuária, além de verbas federais e estaduais.

## Infraestrutura

### Comunicações
O sistema de telefones automáticos foi inaugurado na cidade em 1982 pela Telecomunicações de São Paulo (TELESP), que também implantou o sistema de discagem direta à distância (DDD) em 1986 com o código de área (0188). Anteriormente a cidade era atendida pela Companhia de Telecomunicações do Estado de São Paulo (COTESP).
Na década de 90 o código DDD da cidade foi alterado para (018), para padronização do sistema telefônico com a telefonia celular que estava sendo implantada em todo o estado.

### Educação
A Escola Professor Salvador Ramos de Moura - ensino fundamental e médio - atende a todas as crianças e adolescentes da cidade. O município por meio de recursos federais municipalizou o ensino fundamental do ciclo um (1) na escola EMEFEI DE SÃO JOÃO DO PAU D´ALHO.

## Cultura e lazer
A festa mais conhecida é a "Festa do Padroeiro, São João Batista",que acontece sempre na noite do dia 23 de junho, véspera do aniversário da cidade, que reúne seus habitantes, antigos moradores, além de visitantes de municípios próximos. A festa atrai cerca de 6.000 pessoas.
Tem também a tradicional "Festa do Peão" que acontece no início do mês de junho. Geralmente são três noites de festa com várias atrações: montarias em touros e cavalos, shows, parque de diversões, etc. Na manhã do domingo, acontece o "Desfile de Cavaleiros" conhecido como "Cavalgada", atraindo comitivas de toda a região.

## Religião
O Cristianismo se faz presente na cidade da seguinte forma:

### Igreja Católica
- A igreja faz parte da Diocese de Marília.[16]

### Igrejas Evangélicas
Entre as igrejas protestantes históricas, pentecostais e neopentecostais, encontram-se na cidade:
- Assembleia de Deus Ministério do Belém.[19][20]
- Congregação Cristã no Brasil.[21]